# Beni Gantz
Binyamin (Beny) Gantz (în ebraică בנימין "בני" גנץ; n. 9 iunie 1959, Kfar Ahim⁠(d), Districtul de Sud, Israel) este un om politic și militar (în rezervă) israelian, general-locotenent în retragere, liderul partidului centrist „Kahol Lavan” (Albastru Alb), a fost ministrul apărării al Israelului între mai 2020 - decembrie 2022 în guvernele  Netanyahu-Gantz, Bennett-Lapid și Lapid-Bennet, viceprim-ministru între mai 2021 - decembrie 2022; în mai 2020-mai 2021 a fost și locțiitor al primului ministru, prim ministru de alternanță și ministru al justiției, iar între 12 octombrie 2023 - 9 iunie 2024 a fost ministru fără portofoliu și membru al cabinetului de război în cadrul guvernului de uniune națională de sub conducerea lui Binyamin Netanyahu, din care a demisionat în iunie 2024; Gantz a fost al 20-lea șef al Statului Major al armatei israeliene („Ramatkal”) între 14 februarie 2011 și 16 februarie 2015. Între 26 martie 2020 - 17 mai 2020 a fost temporar președintele Knessetului, prin acordul dintre fracțiunea politică Hosen leIsrael - Kahol Lavan (Albastru Alb) și partidul Likud al primului ministru temporar Binyamin Netanyahu.
În decembrie 2018, după pauza cerută de lege, generalul Gantz a intrat în viața politică, întemeind partidul de centru „Hossen leIsrael” (Trăinicie Israelului) care a participat  la alegerile parlamentare din aprilie 2019 ca opoziție față de partidul Likud și față de administrația premierului Binyamin Netanyahu. În ianuarie - februarie lista sa s-a reunit cu partidul Yesh Atid condus de Yair Lapid și cu formația Telem a generalului-locotenent (ret.) Moshe Yaalon pentru a forma partidul centrist de opoziție Albastru Alb (Kahol Lavan). 
Gantz a îndeplinit în trecut funcțiile de comandant al unității de comando aeropurtate „Shaldag” (1989);
comandant al diviziei de parașutiști cu gradul de colonel (1989), comandant al Comandamentului de nord cu gradul de general-maior( 2002-2005), comandant al Forțelor de uscat (2005-2007), atașat militar al Israelului în SUA între anii 2007-2009. Între octombrie 2009 - noiembrie 2010 a fost adjunct al șefului Statului Major. În urma victoriei din 1 noiembrie 2022 a coaliției partidelor de dreapta conduse de Binyamin Netanyahu, Beny Gantz a fost înlocuit la 29 decembrie 2022 de generalul-maior (ret.) Yoav Galant.  
În urma masacrului comis de Fâșia Gaza în rândurile locuitorilor Israelului (denumit de palestinieni „Potopul Al Aksa”)  Gantz s-a alăturat în octombrie 2023 ca ministru fără portofoliu în guvernul de uniune națională și membru al cabinetului restrâns de război pe perioada războiului (Operațiunea „Săbiile de fier”) declanșat de Israel ca reacție împotriva regimului Hamas din Fâșia Gaza. A demisionat la 9 iunie 2024 și a trecut din nou în opoziție în semn de nemulțumire față de modul de conducere a țării și a războiului.      

## Familia și copilăria
Beny Gantz s-a născut și a crescut în moshavul Kfar Ahim, lângă localitatea Kiryat Malahi din centrul Israelului, ca unicul fiu și al treilea din cei patru copii ai lui Nahum și Malka Gantz, evrei din Ungaria și România supraviețuitori ai Holocaustului. Tatăl era originar din Sovata-Transilvania, iar mama sa s-a născut la Mezőkovácsháza, provincia Békés,din sud-estul Ungariei și supraviețuitoare a lagărului Bergen Belsen. Ca tânără pereche, părinții lui Beny Gantz au emigrat în Palestina de sub mandat britanic cu vaporul „Haim Arlosoroff”, în cadrul emigrației ilegale (organizate de evrei în pofida interdicțiilor impuse de autoritățile mandatare britanice). Vasul a fost atacat de nave militare britanice, iar soții Gantz au fost arestați și internați - împreună cu ceilalți refugiați evrei de pe vas - într-un lagăr de deținuți în insula Cipru aflată și ea sub mandat britanic. Ajunși în Israel după abrogarea mandatului și retragerea forței de ocupație britanice în mai 1948, soții Gantz au fost printre întemeietorii așezării agricole Kfar Ahim. Ulterior, Nahum Gantz, a îndeplinit funcția de director adjunct al departamentului pentru așezări al Agenției Evreiești (Sohnut) și secretar adjunct al Mișcării moșavurilor.
De mic copil Beny Gantz a participat la muncile agricole în ferma de vaci a familiei, apoi a învățat la internatul agricol din localitatea Hakfar Hayarok.

## Serviciul militar
La sfârsitul anului 1977 Beny Gantz și-a început serviciul militar obligatoriu într-un regiment de parașutiști al „Tineretului agricol combatant” (Nahal). După terminarea cursului de ofițeri a devenit comandant de companie (armată) de parașutiști. În anul 1980, în cursul operației „Esh damim” împotriva OEP în Liban, a fost comandant-adjunct de batalion sub comanda lui Uri Ehrlich, apoi a devenit comandnt de batalion în Războiul din Liban din 1982. A luat parte la lupte cu palestinenii în vestul Beirutului, unde a înlocuit un comandant rănit.
In anul 1983 Beny Gantz  a fost numit comandant al batalionului de geniști anexat unei divizii, apoi a fost comandat adjunct al unității de comando „Shaldag” (în ebraică „Pescărușul”) a aviației militare. În anul 1987 la comanda batalionului de parașutiști 890 „Af'a” a luat parte la patru ciocniri cu combatanți palestineni în sudul Libanului. În anul 1989 a fost numit în fruntea diviziei de parașutiști.
Intre 1989 - 1992 a servit la comanda unității „Shaldag” (unde servise deja) și, în această calitate, a asigurat securitatea „Operațiunii Shlomo” („Solomon”) de aducere în Israel a evreilor din Etiopia.
Anul 1992 l-a găsit din nou în postul de comandant al diviziei de parașutiști, apoi, în 1994 a devenit comandant al diviziei Iudeei din cadrul corpului de armată al provinciei Iudeea și Samaria (Cisiordania). În 1995 iarăși comandant al parașutiștilor, după doi ani a plecat la studii in SUA. Dupa încheierea studiilor în octombrie 1998 a fost numit comandant al forței combinate (utzva) „Etgar” (în ebraică „Challenge”) din cadrul trupelor de rezerviști.
În anul 1999, în urma căderii în luptă a generalului Erez Gerstein, Beni Gantz a fost numit comandant al unității de legătură din Liban, însărcinată cu coordonarea acțiunilor Israelului cu unitățile aliate (mai ales din rândurile populației creștine maronite din sudul Libanului) denumite  Armata Libanului de sud și conduse de generalul Antoine Lahad. Gantz a servit ca ultim comandant al unității de legătură, înainte de retragerea Israelului din zona centurii de securitate din sudul Libanului.

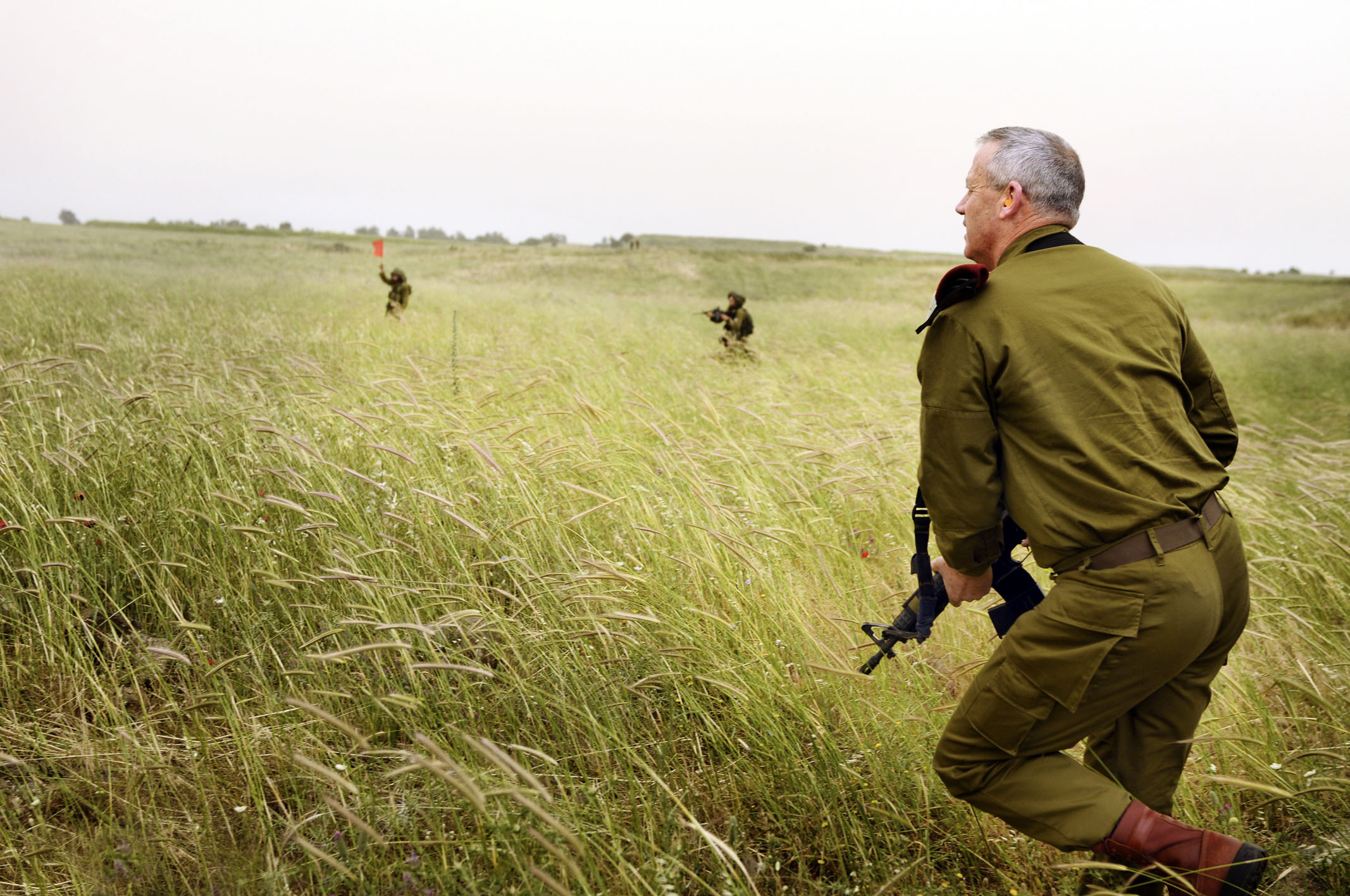
Generalul Beny Gantz ia parte activă la un exercițiu al unei unități de parașutiști (2011).

În 2000, el a fost numit in fruntea corpului de armată Iudeea și Samaria din Cisiordania. În timpul în care a îndeplinit această funcție, a izbucnit așa numita „A doua Intifada” sau ”Intifadat Al Aqsa” (Revolta Al Aqsa) care s-a caracterizat printr-o campanie orchestrată de către organizații din sânul mișcărilor palestinene Al Fath, Hamas și Al Djihad al Islami din regiunea Gaza și Cisiordania și constând din sute și sute de atentate ucigașe de teroare (multe din ele comise de fanatici sinucigași) comise împotriva populației civile israeliene și a soldaților israelieni.
Între primele dintre aceste atentate s-au aflat lynchul de către palestineni a doi soldați rezerviști israelieni la sediul poliției palestiniene din Ramallah și asaltul de către arabi înarmați asupra lui Kever Yossef, (Mormântul lui Iosif), loc de rugăciune devenit popular la evrei.  În acest din urmă incident un soldat israelian de origine druză, Midhat Yossef, a fost rănit grav  și se afirmă că generalul Gantz a decis că nu poate să trimită o forță militară pentru a-l salva. Soldatul a murit în urma hemoragiei după 4 ore de lipsa de tratament. Acest fapt a umbrit până astăzi imaginea generalului.
La începutul anului 2001 Beny Gantz a fost avansat la gradul de general maior (aluf) și numit comandantul corpului de armată (în ebraică : gais) de nord, iar de la finele anului 2002 a fost numit șef al comandamentului de nord. În 8 noiembrie 2005 a trecut în funcția de comandant al forțelor armate de uscat și în această calitate a participat la Al doilea Război din Liban din anul 2006. În decembrie 2007 a primit misiunea de a fi atașat militar al Israelului la Washington, iar în octombrie 2009 revenit în țară, a fost numit șef adjunct al Marelui Stat major.  
La sfârșitul cadenței lui Gabi Ashkenazi ca șef al Marelui Stat Major, Beny Gantz a fost printre candidații la înaltul post. După ce a fost preferat generalul Yoav Galant, în noiembrie 2010 Beny Gantz a hotărât să se pensioneze din armată și să treacă în viața civilă. După anularea numirii generalului Yoav Galant, care a fost criticat pentru unele nereguli și declarații nesincere legate de achiziționarea de terenuri și lucrări masive neautorizate în jurul vilei în care domiciliază, generalul Beny Gantz a fost numit pe trei ani șef al Marelui Stat Major.

### Cariera civilă
Între anii 2015-2018 Gantz a îndeplinit funcția de președinte al companiei high tech „Hameimad Hahamishi”
care, însă, a dat faliment. În anul 2015 a devenit si membru al consiliului de direcție al companiei Amot Hashkaot iar în 2017 al consiliului de direcție al companiei Elron. De asemenea a investit în start up-ul Power Me Tech care a dezvoltat o baterie de rezervă pentru telefoane celulare.

## Activitatea politică

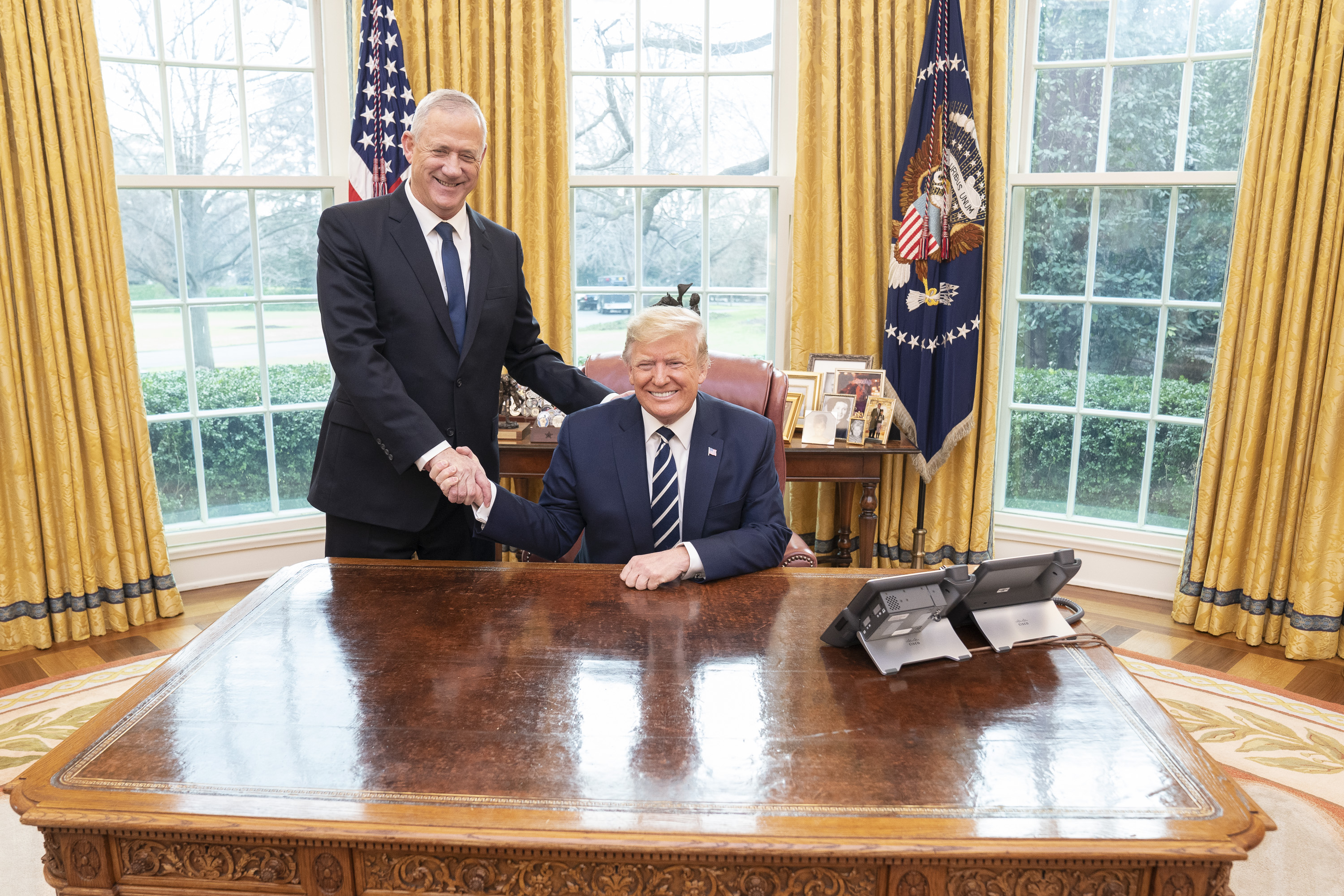
Beni Gantz, ca șef al opoziției din Knesset, la întâlnirea cu președintele S.U.A.,Donald Trump la 27 ianuarie 2020

În decembrie 2019 Gantz s-a lansat în viața politică, înființând un partid centrist de opoziție numit Hossen leIsrael (Reziliență pentru Israel). La începutul anului 2019 acest partid s-a unit cu partidul Yesh Atid a  lui Yair Lapid  și cu lista politică a generalului în rezervă Moshe Yaalon, „Telem”, pentru a forma un bloc de partide de centru „Kahol Lavan ”(Albastru Alb, numit astfel după culorile naționale ale Israelului)
La alegerile din martie 2019 acest bloc a obținut 35 locuri în Knesset, sfidând guvernarea premierului Netanyahu.  Acesta din urmă, înglodat în anchete polițienești și judiciare și, nereușind să formeze o nouă coaliție, a recurs la dizolvarea parlamentului și la organizarea de noi alegeri la 17 septembrie 2019.
Blocul Kahol Lavan  a cerut în platforma sa limitarea cadenței primilor miniștri, interzicerea participării la parlament a politicienilor condamnați pentru infracțiuni serioase, amendarea Legii națiunii pentru a includerea drepturilor minorităților, limitarea autorității șef rabinatului ortodox al Israelului în materie de drept civil, ca de exemplu căsătorii, creșterea investițiilor în învățământul preșcolar și școlar, extinderea asigurării medicale de stat, și reluarea negocierilor cu Autoritatea Palestiniană în vederea unui acord de pace. La alegerile parlamentare repetate la 17 septembrie 2019 formația politică de sub conducerea sa, Kahol Lavan, s-a clasat pe locul întâi cu 33 mandate , față de partidul Likud al premierului Netanyahu, care a obținut 32 mandate.
În martie 2020 a avut loc o a treia rundă de alegeri parlamentare care a menținut impasul politic, coaliția Kahol Lavan obținând tot 33 mandate, iar partidul Likud 36. După ce 61 deputați au recomandat însărcinarea lui Gantz pentru formarea guvernului, la 6 martie 2020 președintele Rivlin i-a încredințat această misiune.
După izbucnirea epidemiei de virus Corona, Gantz, care, ca și premierul interimar Netanyahu, nu a reușit să obțină suficiente voturi în Parlament pentru formarea unui guvern, a dus, secondat de Gabi Ashkenazi, negocieri cu Netanyahu, în urma cărora a decis la 26 martie 2020 să asocieze formația sa Hossen leIsrael (Reziliență pentru Israel) la un guvern de uniune națională  sub conducerea lui Netanyahu. Această decizie a dus la scindarea coaliției Kahol Lavan pe care a condus-o în cele trei runde de alegeri din martie 2019, septembrie 2019 și martie 2020, și la alegerea sa ca președinte al Knessetului, cu sprijinul lui Netanyahu. Celelalte formații din Kahol Lavan, Yesh Atid de sub conducerea lui Yair Lapid și Telem sub conducerea lui Moshe Yaalon au rămas în opoziție. La 20 aprilie 2020 Gantz și Ashkenazi, revenind asupra promisiunii făcute alegătorilor ca nu vor intra în coaliție cu un prim-ministru urmărit în justiție, au semnat totuși acordul cu Netanyahu pentru formarea vreme de trei ani unui guvern de uniune națională și de rotație, conform căruia Gantz îi va urma lui Netanyahu ca prim ministru începând de la 17.11.2021. Gantz a demisionat din funcția de președinte al Knesetului în favoarea deputatului Yariv Levin din Likud, și la 7 mai 2021 a devenit locțiitor al primului minstru, "prim ministru altern" și ministru al apărării în noul guvern Netanyahu-Gantz.

Gantz urma să devină prim ministru la 17 noiembrie 2021, însa acordul de coaliție cu Binyamin Netanyahu a devenit caduc, ducând la o noua rundă de alegeri în martie 2021. La aceste alegeri Gantz s-a prezentat cu o listă restrânsă, numită tot Kahol Lavan (Albastru-Alb) cu care a obținut 8 mandate în Knesset. In noul cabinet "al schimbării" format de coaliția „anti-Netanyahu” de centru-stânga-dreapta, din guvernele Bennet-Lapid și Lapid-Bennet, Gantz a devenit prim ministru altern și viceprim-ministru, păstrând și portofoliul apărării.
În mai 2021, ca ministru al apărării, a fost confruntat vreme de 11 zile, împreună cu premierul Netanyahu și șeful Statului Major Aviv Kohavi cu Operațiunea „Sabia Ierusalimului” pornită contra Israelului de către regimul islamist Hamas din Fâșia Gaza, căreia Israelul i-a replicat prin Operațiunea „Străjerul Zidurilor”. Lansarea de către Hamas a peste 4000 de rachete asupra așezărilor și orașelor Israelului au provocat reacția armatei israeliene prin bombardamante aeriene masive asupra combatanților din Hamas și a infrastructurii militare și logistice a acestuia din Fâșia Gaza. În anii 2021-2022 a continuat linia activă de combatere a primejdioaselor pregătiri de război ale Iranului și aliaților săi din Liban si Siria, inclusiv ale eforturilor Iranului de a obține arma nucleară.
În preajma alegerilor din noiembrie 2022 lista lui Gantz „Albastru Alb” s-a unit cu cea a lui Gideon Saar, „Noua speranță”. La lista unită, care a primit numele de Tabăra Statală sau Partidul Unității Naționale, s-a alăturat și fostul șef de stat major al armatei, g-alul locotenent Gadi Eizenkot, precum si ministrul de atunci al cultelor, Matan Kahana. Acest nou partid a obținut in alegeri 12 mandate si dupa 29 decembrie 2022 face parte din opoziție.

### Viața privată
Beni Gantz este căsătorit cu Ravital Alloni-Gantz, originară din kibuțul Gan Shmuel, ergoterapistă și consilieră  pedagogică pentru vârstele preșcolare, directoare a Centrului Nitzan-Baby pentru îndrumarea părinților de copii cu tulburări de învățare. Ei s-au cunoscut în timpul serviciului militar și au patru copii: trei fii (Nadav, Nir și Noam) și o fiică (Noga). Domiciliază în orașul Rosh Haayin.

## Onoruri
- Legiunea de Merit în grad de Comandant a armatei americane (în engleză US Legion of Merit Chief Commander).
- Doctor honoris causa al Universității Bar Ilan din Ramat Gan